# In Absentia
In Absentia sedmi je studijski album britanskog progresivnog rock sastava Porcupine Tree. Diskografska kuća Lava Records objavila ga je 24. rujna 2002. godine. Prvi je album grupe na kojem je svirao novi bubnjar Gavin Harrison i prvi koji se u glazbenom smislu približio heavy metalu i progresivnom metalu – prijašnji su uradci sadržavali više elemenata psihodeličnog i pop rocka. K tome, prvi je album skupine koji je objavio veći izdavač, Lava Records. Postigao je kritički i komercijalni uspjeh, često ga se smatra ključnim uratkom sastava, a u prodaji je tri puta bio uspješniji od prijašnjih albuma.

## Pozadina

### Skladanje i snimanje
U početnom razdoblju skupine, dok je imala ugovor s Delerium Recordsom, njezine su pjesme uglavnom dugo trajale i sadržavale su apstraktne elemente koji se uglavnom povezuju sa psihodeličnim rockom i space rockom. Krajem 1990-ih, kad je potpisala ugovor s Kscopeom i Snapper Musicom, priklonila se komercijalnijem stilu; pjesme su postale kraće i strukturirane na tradicionalan način, ali bili su prisutni i elementi progresivnog rocka. Međutim, oko 2001. potpisala je ugovor s Lava Recordsom i odlučila se prikloniti progresivnom metalu. Porcupine Tree u početku se protivio surađivanju s većim izdavačima jer su njegovi članovi smatrali da ih većina izdavača "ne razumije", kao ni njihovu privrženost albumima naspram singlova. Ipak, odlučili su sklopiti ugovor s Lavom jer im se činilo da se slaže s takvim pristupom – Wilson je tako zaključio jer su drugi izvođači, među kojima su Tool i Radiohead, bili uspješni i razmišljali na jednak način.
Uz promjenu izdavača još je nekoliko čimbenika utjecalo na promjenu u glazbenom stilu. Većina njih vezana je uz promjenu članova i odnosa. Frontmen Steven Wilson bio je fasciniran Burzumom i knjigom Lords of Chaos, zbog čega je počeo slušati mnogo ekstremnih metal sastava, a u konačnici i Meshuggu i Opeth, švedske izvođače koje je opisao "svetim gralom" te nove scene (objema grupama zahvalio je u knjižici albuma In Absentia). Osim toga, Wilson se kasnije sastao s Mikaelom Åkerfeldtom iz Opetha, što se dogodilo kad je novinar zasebno intervjuirao obojicu. Wilsonu se svidjela Opethova glazba i na koncu je pristao biti producent na Opethovu albumu Blackwater Park, što ga je potaknulo da u Porcupine Tree uvede elemente metala.
Još jedan događaj koji je utjecao na promjenu u glazbenom stilu skupine jest Wilsonovo upoznavanje izraelskog rock pjevača Aviva Geffena. Upoznali su se kad je Geffen, obožavatelj Wilsonove glazbe, 2000. godine pozvao Porcupine Tree na zajedničku turneju, u vrijeme kad je grupa objavila album Lightbulb Sun. Zajednička turneja dovela je do glazbene suradnje pod imenom Blackfield. Geffen nije obožavatelj metal glazbe i zbog toga se taj projekt posvetio pop rocku, zvukom nalik prethodnim albumima Stupid Dream i Lightbulb Sun Porcupine Treeja. U tom se projektu Wilson mogao usredotočiti na taj oblik glazbe, dok se u Porcupine Treeju mogao posvetiti metalu. Ključan događaj za promjenu glazbenog stila bio je odlazak bubnjara Chrisa Matilanda, kojeg je zamijenio Gavin Harrison, koji se skupini pridružio početkom 2002. godine. Maitland se nije mogao posvetiti skupini kad je potpisala ugovor za većeg izdavača, a članovi sastava izjavili su da Harrisonov stil bolje pogoduje albumu utemeljenom na heavy metalu. Wilson je ovako sažeo tadašnje promjene:

### Koncept
Iako nije konceptualan album u užem smislu, mnoge pjesme povezuju zajedničke tematike: serijski ubojice, mladenačka nevinost koja iznenada nestaje i kritike suvremenog društva. Naziv albuma također je povezan s tim tematikama; u pitanju je latinska fraza koja u prijevodu glasi "u odsutnosti", odnosno "u nečijoj odsutnosti", a često se koristi u pravu kad optužena osoba nije nazočna na sudu. Wilson je o nazivu izjavio:

## Objava i promidžba
Album je objavljen 24. rujna 2002. godine na CD-u i gramofonskoj ploči, a na potonjoj inačici poslije pjesme "The Creator Has a Mastertape" nalazi se bonus pjesma "Chloroform". Nekoliko tjedana prije objave albuma objavljena je promidžbena zbirka pjesama na kojoj se nalazila pjesma "Blackest Eyes" i skraćene inačice pjesama "Trains" i "Strip the Soul". Uvodnu su pjesmu, "Blackest Eyes", počele reproducirati veće rock radiostanice, ali nije nikad bila objavljena kao singl niti se pojavila na kakvoj ljestvici. Grupa je otišla na promidžbenu turneju s grupom Yes. Tu je odluku Wilson kasnije zažalio; izjavio je da su publike dviju grupa bile previše različite i da je "problem bio u tome što su osobe koje su došle na Yesov koncert prije mnogo godina prestale mariti za novu glazbu i samo su htjele čuti omiljene starije Yesove pjesme." Sastav je potom otišao na drugu promidžbenu turneju, ovog puta s Opethom. Tijekom te turneje, koja je trajala tijekom srpnja i kolovoza 2003. godine, skupina je objavila EP Futile, na kojem su se nalazile pjesme snimljene tijekom rada na In Absentiji. Godine 2017. Kscope je otkupio prava na taj album i naknadni uradak Deadwing i remasterirao oba 2018. godine – te inačice manje su komprimirane i poboljšane su kvalitete zvuka. Dana 21. veljače 2020. Kscope je objavio deluxe inačicu In Absentije na četiri diska. Prvi disk sadrži Wilsonov miks albuma iz 2017., drugi disk sadrži dodatne studijske snimke izbačene s dovršenog albuma, treći disk sastoji se od više od 70 minuta demosnimki snimljenih u Wilsonovom kućnom studiju, a četvrti je disk Blu-ray na kojem se nalazi dokumentarni film o stvaranju albuma. Cijela deluxe inačica sadržana je u knjizi tvrdih korica u kojoj se nalazi i ekskluzivni sadržaj.

## Recenzije
Album je uglavnom dobio pozitivne kritike. Mrežni časopis Metal Storm proglasio ga je drugim najboljim albumom 2002. godine i postavio ga na 46. mjesto popisa Najboljih 200 albuma svih vremena. Bradley Torreano iz AllMusica dao mu je četiri zvjezdice od njih pet i izjavio da uradak "najbrže ostaje zapažen od svih ostalih Wilsonovih albuma pod tim imenom. Zbog toga što su pjesme primjerenog trajanja i što se u njima ne pojavljuju ukrasi avangardne elektronike ranijih dana skupine, Porcupine Tree postala je oblikovana pop-grupa koja se nije morala odreći osobina koje ju čine i važnim izvođačem u pokretu neo-proga." PopMatters je također pohvalio album i nazvao ga "izvanrednim uratkom s kojeg kaplje utjecaj progresivnog rocka [King] Crimsona. Međutim, ono što taj uradak čini posebnim jest to što je Steven Wilson, frontmen skupine koji je napisao pjesme i producirao album, odlučio oblikovati inteligentnu popularnu glazbu."
Inačica albuma u surround soundu osvojila je nagradu za najbolji 5.1 miks na dodjeli nagrada Surround Sound Music u Los Angelesu 2004. godine.
U intervjuu iz 2009. Wilson je izjavio da on sam i njegova grupa obožavatelja uglavnom smatraju In Absentiju najboljim albumom njegove karijere.
Prodan je u preko 100.000 primjeraka diljem svijeta, što je preko tri puta više od broja prodanih primjeraka bilo kojeg od prijašnjih uradaka. Samo je u SAD-u prodan u 45.000 primjeraka, dok su prijašnji uradci ondje prodani u oko 2.000 primjeraka. Do 2015. prodan je u 120.000 primjeraka.

## Popis pjesama
Tekstovi: Steven Wilson, glazba: Wilson, osim na pjesmama "Wedding Nails", koju je skladao s Richardom Barbierijem, i "Strip the Soul", koju je skladao s Colinom Edwinom.
| 1.    | »Blackest Eyes«                 | 4:23 |
| 2.    | »Trains«                        | 5:56 |
| 3.    | »Lips of Ashes«                 | 4:39 |
| 4.    | »The Sound of Muzak«            | 4:59 |
| 5.    | »Gravity Eyelids«               | 7:56 |
| 6.    | »Wedding Nails« (instrumental)  | 6:33 |
| 7.    | »Prodigal«                      | 5:32 |
| 8.    | ».3«                            | 5:25 |
| 9.    | »The Creator Has a Mastertape«  | 5:21 |
| 10.   | »Heartattack in a Layby«        | 4:15 |
| 11.   | »Strip the Soul«                | 7:21 |
| 12.   | »Collapse the Light into Earth« | 5:54 |
| 68:14 |                                 |      |

| Bonus disk s posebne europske inačice albuma | Bonus disk s posebne europske inačice albuma | Bonus disk s posebne europske inačice albuma | Bonus disk s posebne europske inačice albuma | Bonus disk s posebne europske inačice albuma | Bonus disk s posebne europske inačice albuma | Bonus disk s posebne europske inačice albuma | Bonus disk s posebne europske inačice albuma | Bonus disk s posebne europske inačice albuma | Bonus disk s posebne europske inačice albuma |
| Br.                                          | Skladba                                      | Skladatelj                                   | Trajanje                                     |                                              |                                              |                                              |                                              |                                              |                                              |
| -------------------------------------------- | -------------------------------------------- | -------------------------------------------- | -------------------------------------------- | -------------------------------------------- | -------------------------------------------- | -------------------------------------------- | -------------------------------------------- | -------------------------------------------- | -------------------------------------------- |
| 1.                                           | »Drown with Me«                              | Wilson                                       | 5:21                                         |                                              |                                              |                                              |                                              |                                              |                                              |
| 2.                                           | »Chloroform«                                 | Chris Maitland, Wilson                       | 7:14                                         |                                              |                                              |                                              |                                              |                                              |                                              |
| 3.                                           | »Strip the Soul« (skraćena inačica za spot)  | Edwin, Wilson                                | 3:35                                         |                                              |                                              |                                              |                                              |                                              |                                              |
| 16:10                                        |                                              |                                              |                                              |                                              |                                              |                                              |                                              |                                              |                                              |

Izdanje na DVD-Audiju
U ožujku 2004. album je objavljen na DVD-Audiju, na kojem se nalazi izvorni uradak, dvije pjesme s posebne inačice snimljene tijekom rada na albumu ("Drown with Me" i "Chloroform") i jedna dodatna pjesma ("Futile"), sve remiksane u  5.1 surround soundu, kao i glazbeni spotovi za "Strip the Soul", "Blackest Eyes" i "Wedding Nails".
| Bonus materijal na deluxe inačici iz 2020. | Bonus materijal na deluxe inačici iz 2020.         | Bonus materijal na deluxe inačici iz 2020. | Bonus materijal na deluxe inačici iz 2020. | Bonus materijal na deluxe inačici iz 2020. | Bonus materijal na deluxe inačici iz 2020. | Bonus materijal na deluxe inačici iz 2020. | Bonus materijal na deluxe inačici iz 2020. | Bonus materijal na deluxe inačici iz 2020. | Bonus materijal na deluxe inačici iz 2020. |
| Br.                                        | Skladba                                            | Trajanje                                   |                                            |                                            |                                            |                                            |                                            |                                            |                                            |
| ------------------------------------------ | -------------------------------------------------- | ------------------------------------------ | ------------------------------------------ | ------------------------------------------ | ------------------------------------------ | ------------------------------------------ | ------------------------------------------ | ------------------------------------------ | ------------------------------------------ |
| 1.                                         | »Collapse Intro«                                   | 1:45                                       |                                            |                                            |                                            |                                            |                                            |                                            |                                            |
| 2.                                         | »Drown With Me«                                    | 5:21                                       |                                            |                                            |                                            |                                            |                                            |                                            |                                            |
| 3.                                         | »Orchidia«                                         | 3:25                                       |                                            |                                            |                                            |                                            |                                            |                                            |                                            |
| 4.                                         | »Chloroform«                                       | 7:14                                       |                                            |                                            |                                            |                                            |                                            |                                            |                                            |
| 5.                                         | »Futile«                                           | 6:03                                       |                                            |                                            |                                            |                                            |                                            |                                            |                                            |
| 6.                                         | »Meantime«                                         | 3:17                                       |                                            |                                            |                                            |                                            |                                            |                                            |                                            |
| 7.                                         | »Blackest Eyes« (skraćena inačica za radiopostaje) | 3:38                                       |                                            |                                            |                                            |                                            |                                            |                                            |                                            |
| 8.                                         | »Trains« (skraćena inačica za radiopostaje)        | 3:57                                       |                                            |                                            |                                            |                                            |                                            |                                            |                                            |
| 9.                                         | »Strip the Soul« (skraćena inačica za spot)        | 3:35                                       |                                            |                                            |                                            |                                            |                                            |                                            |                                            |
| 38:15                                      |                                                    |                                            |                                            |                                            |                                            |                                            |                                            |                                            |                                            |

| Demouradci na deluxe inačici iz 2020. | Demouradci na deluxe inačici iz 2020. | Demouradci na deluxe inačici iz 2020. | Demouradci na deluxe inačici iz 2020. | Demouradci na deluxe inačici iz 2020. | Demouradci na deluxe inačici iz 2020. | Demouradci na deluxe inačici iz 2020. | Demouradci na deluxe inačici iz 2020. | Demouradci na deluxe inačici iz 2020. | Demouradci na deluxe inačici iz 2020. |
| Br.                                   | Skladba                               | Trajanje                              |                                       |                                       |                                       |                                       |                                       |                                       |                                       |
| ------------------------------------- | ------------------------------------- | ------------------------------------- | ------------------------------------- | ------------------------------------- | ------------------------------------- | ------------------------------------- | ------------------------------------- | ------------------------------------- | ------------------------------------- |
| 1.                                    | »Drown With Me«                       | 5:06                                  |                                       |                                       |                                       |                                       |                                       |                                       |                                       |
| 2.                                    | »Trains«                              | 6:05                                  |                                       |                                       |                                       |                                       |                                       |                                       |                                       |
| 3.                                    | »Imogen Slaughter«                    | 2:38                                  |                                       |                                       |                                       |                                       |                                       |                                       |                                       |
| 4.                                    | »Watching You Sleep«                  | 3:44                                  |                                       |                                       |                                       |                                       |                                       |                                       |                                       |
| 5.                                    | »The Creator Has a Mastertape«        | 6:07                                  |                                       |                                       |                                       |                                       |                                       |                                       |                                       |
| 6.                                    | »Heartattack in a Layby«              | 5:51                                  |                                       |                                       |                                       |                                       |                                       |                                       |                                       |
| 7.                                    | »Strip the Soul«                      | 15:19                                 |                                       |                                       |                                       |                                       |                                       |                                       |                                       |
| 8.                                    | »Sound of Muzak«                      | 5:32                                  |                                       |                                       |                                       |                                       |                                       |                                       |                                       |
| 9.                                    | »Gravity Eyelids«                     | 7:15                                  |                                       |                                       |                                       |                                       |                                       |                                       |                                       |
| 10.                                   | »Enough«                              | 3:45                                  |                                       |                                       |                                       |                                       |                                       |                                       |                                       |
| 11.                                   | »Wedding Nails«                       | 6:26                                  |                                       |                                       |                                       |                                       |                                       |                                       |                                       |
| 12.                                   | »Blackest Eyes«                       | 4:34                                  |                                       |                                       |                                       |                                       |                                       |                                       |                                       |
| 72:22                                 |                                       |                                       |                                       |                                       |                                       |                                       |                                       |                                       |                                       |

## Zasluge
| Porcupine Tree - Steven Wilson – vokali, akustična i električna gitara, klavir, klavijature, bendžo, produkcija - Richard Barbieri – analogni sintesajzer, mellotron, Hammond orgulje, klavijature - Colin Edwin – bas-gitara - Gavin Harrison – bubnjevi, udaraljke Ostalo osoblje - Lasse Hoile – naslovnica - John Blackford – fotografija - Paul Northfield – tonska obrada - Brian Montgomery – tonska obrada (asistent) - Tim Palmer – miksanje - Mark O'Donoughue – miksanje - Andy VanDette – masteriranje | Dodatni glazbenici - Aviv Geffen – prateći vokali (na pjesmama 4 i 7) - John Wesley – prateći vokali (na pjesmama 1, 4 i 7); dodatna gitara (na pjesmi "Blackest Eyes") - Dave Gregory – aranžman za gudački orkestar (na pjesmama 8 i 12) - Gavyn Wright – violina (na pjesmama 8 i 12) - Jonathan Rees – violina (na pjesmama 8 i 12) - Perry Montague-Mason – violina (na pjesmama 8 i 12) - Kathy Shave – violina (na pjesmama 8 i 12) - Rita Manning – violina (na pjesmama 8 i 12) - Ben Cruft – violina (na pjesmama 8 i 12) - Dave Woodcock – violina (na pjesmama 8 i 12) - Pete Hanso – violina (na pjesmama 8 i 12) - Warren Zielinski – violina (na pjesmama 8 i 12) - Mark Berrow – violina (na pjesmama 8 i 12) - Jackie Shave – violina (na pjesmama 8 i 12) - Paul Willey – violina (na pjesmama 8 i 12) - Boguslav Kostecki – violina (na pjesmama 8 i 12) - Everton Nelson – violina (na pjesmama 8 i 12) - Julian Leaper – violina (na pjesmama 8 i 12) - Rebecca Hirsch – violina (na pjesmama 8 i 12) - Peter Lale – viola (na pjesmama 8 i 12) - Bruce White – viola (na pjesmama 8 i 12) - Kate Musker – viola (na pjesmama 8 i 12) - Gustav Clarkson – viola (na pjesmama 8 i 12) - Tony Pleeth – violončelo (na pjesmama 8 i 12) - Dave Daniels – violončelo (na pjesmama 8 i 12) - Martin Loveday – violončelo (na pjesmama 8 i 12) - Stephen Orton – violončelo (na pjesmama 8 i 12) - Chris Laurence – kontrabas (na pjesmama 8 i 12) - Mary Scully – kontrabas (na pjesmama 8 i 12) |